# Alhassane Keita (Fußballspieler, 1983)
Alhassane Keita Otchico (* 26. Juni 1983 in Conakry) ist ein guineischer ehemaliger Fußballspieler.

## Spielerlaufbahn

### FC Zürich
Alhassane Keita kam 2001 zum FC Zürich. In der Saison 2005/06 war er der erfolgreichste Stürmer des Vereins und wurde mit 20 Toren Torschützenkönig der Super League.
Er zeichnet sich insbesondere durch seine Schnelligkeit aus. Im Sommer 2007 wurde mit dem FC Red Bull Salzburg und dem RCD Mallorca verhandelt.

### Al-Ittihad
Nach langem Hin und Her wurde am 10. August 2007 bekannt, dass der Stürmer zum saudischen Spitzenclub Al-Ittihad wechselt.

### Mallorca
2008 entschied er sich zu einem Transfer zu RCD Mallorca. In der Saison 2010/11 wurde er an den spanischen Zweitligisten Real Valladolid ausgeliehen.

### Al-Shabab
Auch nach seiner Rückkehr im Januar 2011 konnte er sich in der Mannschaft nicht durchsetzen und wurde ablösefrei an den saudischen Erstligisten Al Shabab abgegeben.

### FC St. Gallen
Auf die Saison 2013/2014 wechselt Alhassane Keita wieder zurück in die Schweiz zum FC St. Gallen. Dort konnte er seiner hohen Erwartungen nicht gerecht werden und trotz laufendem Vertrag gab der FC St. Gallen Ende der Saison 2013/14 bekannt, dass man nicht weiter mit Keita plane.